# Daniel Petrie Jr.
Pour les articles homonymes, voir Petrie.
Daniel Petrie Jr. est un acteur, producteur, réalisateur et scénariste américain né le 30 novembre 1951.

## Biographie
Il est le fils de Daniel Petrie et le frère de Donald Petrie.

## Filmographie

### comme scénariste
- 1984 : Le Flic de Beverly Hills (Beverly Hills Cop)
- 1987 : Big Easy : Le Flic de mon cœur (The Big Easy)
- 1988 : Randonnée pour un tueur (Shoot to Kill)
- 1989 : Turner et Hooch (Turner & Hooch)
- 1991 : L'École des héros (Toy Soldiers)
- 1994 : En avant, les recrues ! (In the Army Now)

### comme réalisateur
- 1991 : L'École des héros (Toy Soldiers)
- 1994 : En avant, les recrues ! (In the Army Now)
- 1997 : Dead Silence (TV)
- 2002 : Framed (TV)

### comme producteur
- 1988 : Randonnée pour un tueur (Shoot to Kill)
- 1989 : Turner et Hooch (Turner & Hooch)
- 1994 : Kangaroo Court
- 1996 : Flic de mon cœur (The Big Easy) (série TV)
- 2000 : À l'aube du sixième jour (The 6th Day)

### comme acteur
- 1992 : Monsieur le député (The Distinguished Gentleman) : Asbestos Lobbyist
- 1994 : En avant, les recrues ! (In the Army Now) : Lieutenant Colonel
- 1997 : Dead Silence (TV) : Slaughterhouse Trooper

## Distinctions
- Nomination à l'Oscar du meilleur scénario original en 1985 pour Le Flic de Beverly Hills.
- Nomination au Prix Edgar-Allan-Poe du meilleur film en 1985 pour Le Flic de Beverly Hills.
- Nomination au Prix Edgar-Allan-Poe du meilleur film en 1988 pour Big Easy : Le Flic de mon cœur (The Big Easy).